# Герб Финляндии
Герб Финляндии — коронованный золотой лев в червлёном поле, правая передняя лапа заменена рукой в доспехах, держащей серебряный меч с золотой рукоятью. Лев попирает задними лапами серебряную сарацинскую саблю с золотой рукоятью. Щит обременён 9 серебряными розетками (по числу исторических частей Финляндии). Нынешний официальный вариант герба утверждён в 1978 году, хотя в его основе — герб Великого Княжества Финляндского, появившийся в 1580-х годах на надгробии шведского короля Густава I Вазы в готическом соборе шведского города Уппсала.

### В шведской и российской геральдике
Похожий герб со львом и розетками появился в Финляндии около 1581 года, когда шведский король Юхан III, ранее носивший титул князя финляндского, включил титул великого князя финляндского в титул шведских монархов. С течением времени отдельные детали герба неоднократно менялись. Несмотря на титул великого княжества, герб венчался обычной герцогской короной.
По условиям Фридрихсгамского мирного договора 1809 года Шведская Финляндия была включена в состав Российской империи, где вместе с Российской Финляндией образовала Великое княжество Финляндское. Титул великого князя Финляндского вошёл в российский императорский титул, и прежний герб Шведской Финляндии 26 октября 1809 года был официально российским императором утвержден как герб Великого княжества Финляндского: «Щит имеет красное поле, покрытое серебряными розетами, в коем изображен золотой лев с золотой на голове короной, стоящий на серебряной сабле, которую поддерживает левою лапою, а в правой держит серебряный меч, вверх поднятый». Начиная с правления императора Николая I щит с гербом великого княжества изображался на крыльях двуглавого орла — Государственного герба Российской империи. 
В ходе геральдической реформы Б.В. Кёне 8 декабря 1856 года российским императором был утвержден новый титульный герб Великого князя Финляндского. В его полном варианте щит помещался на груди российского двуглавого орла. Изображение герба в виде щитка на груди российского орла помещалось на аверсе финляндских марок, чеканившихся в Российской империи вплоть до Февральской революции 1917 года. Льва изображали лишь одной ногой попирающим саблю. Щит венчала так называемая «финляндская корона» сложной конструкции, специально придуманная для этого герба, чтобы привести в соответствие великокняжеский статус Финляндии в составе империи и изображённой на гербе короны. В изданиях на территории Финляндии корона нередко заменялась более простой великогерцогской: в частности, известностью пользовался вариант герба 1886 года, сочинённый Карлом Боманссоном. На малом государственном гербе Российской империи финляндский герб изображался на крыльях двуглавого орла, а на большом государственном гербе — снизу, в числе восьми щитов с гербами царств и великих княжеств, окружавших главный щит.

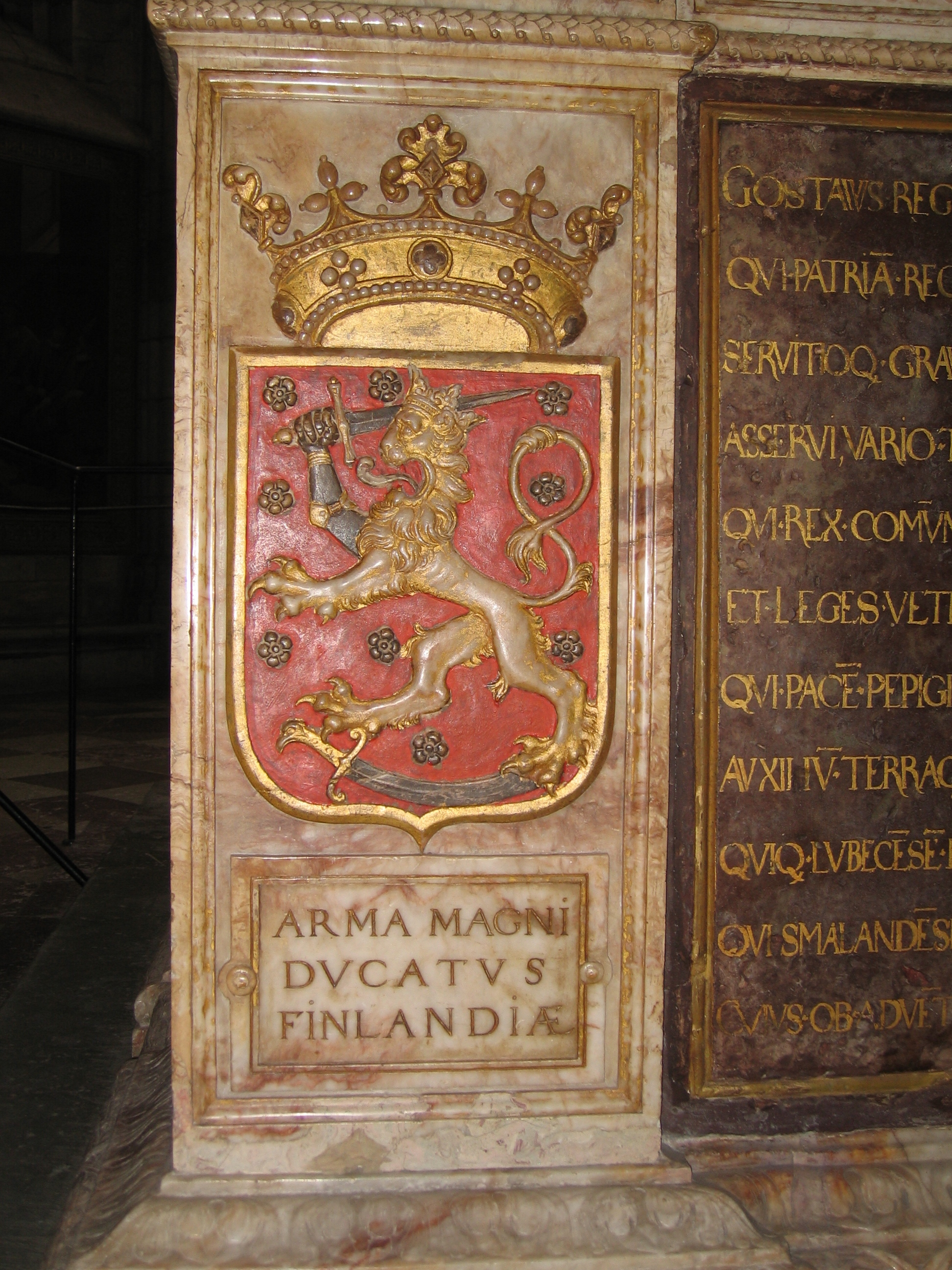
Герб Финской земли на гробнице короля Густава I. Конец XVI века.
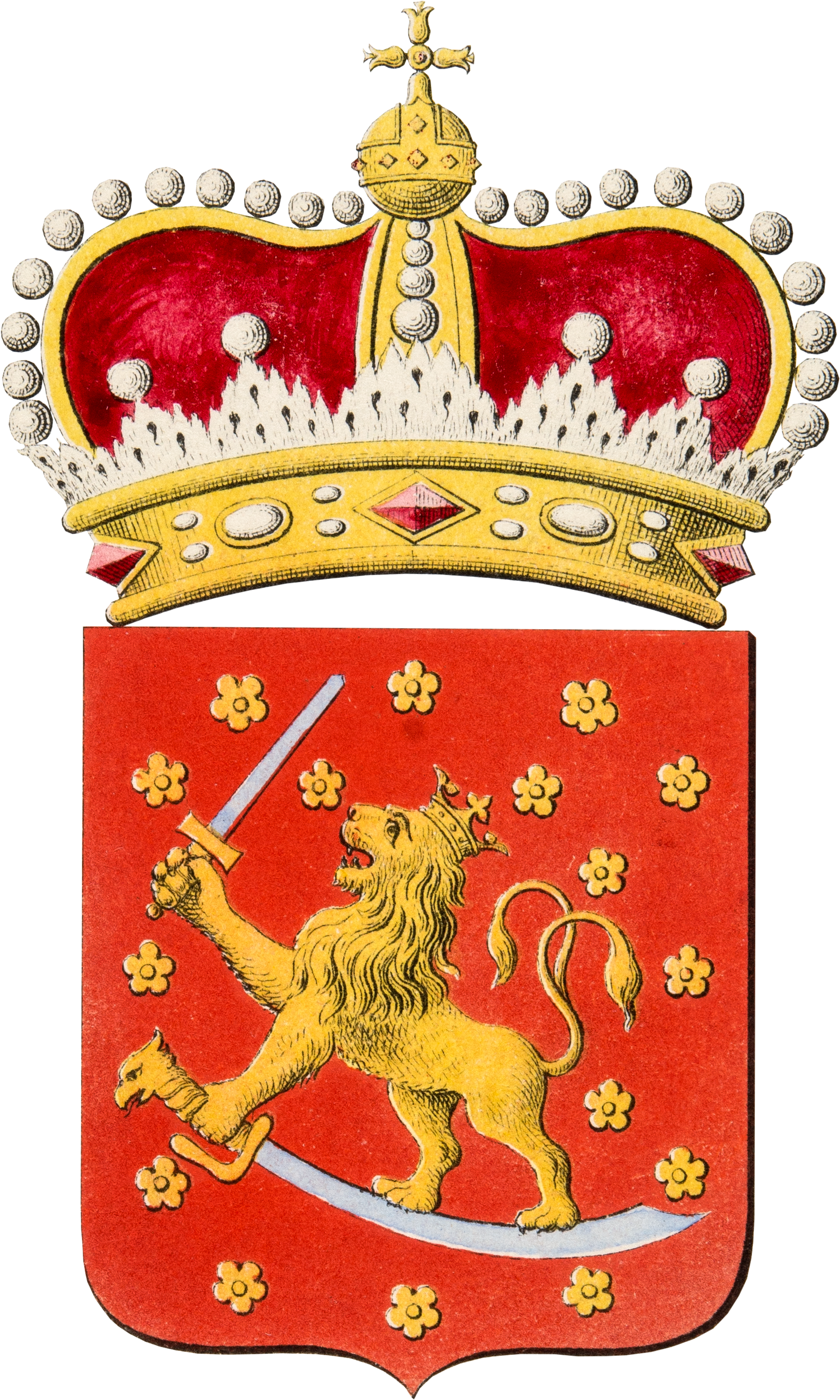
Герб Финляндии, нарисованный Элиасом Бреннером[англ.]. Конец XVII в.
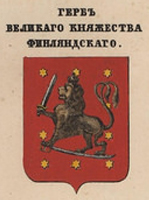
Герб Великого княжества Финляндского, утверждённый 26 октября 1809 года
Изображение с «Финляндской короной» 1856 года
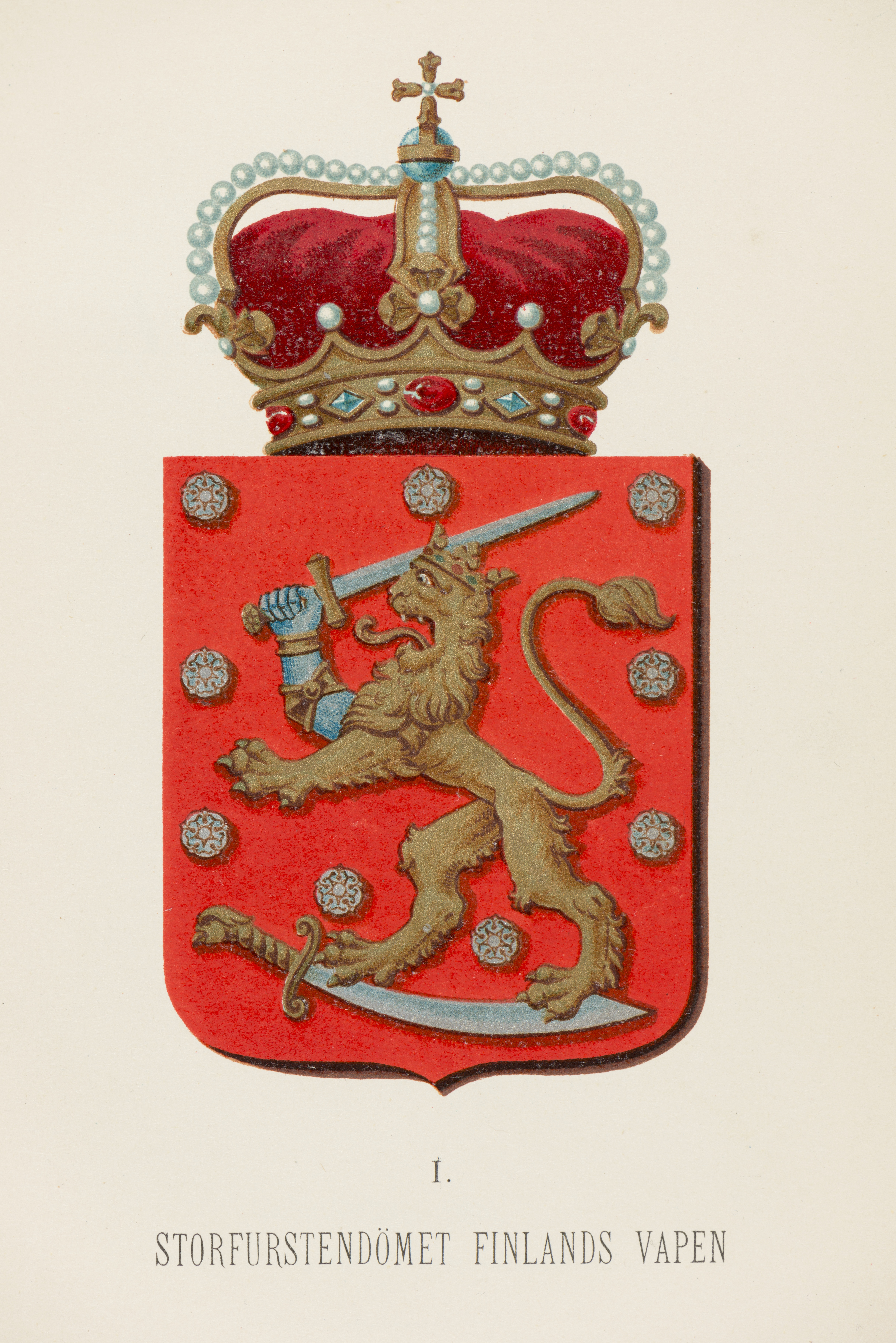
Рисунок Карла Боманссона[фин.] 1886 года
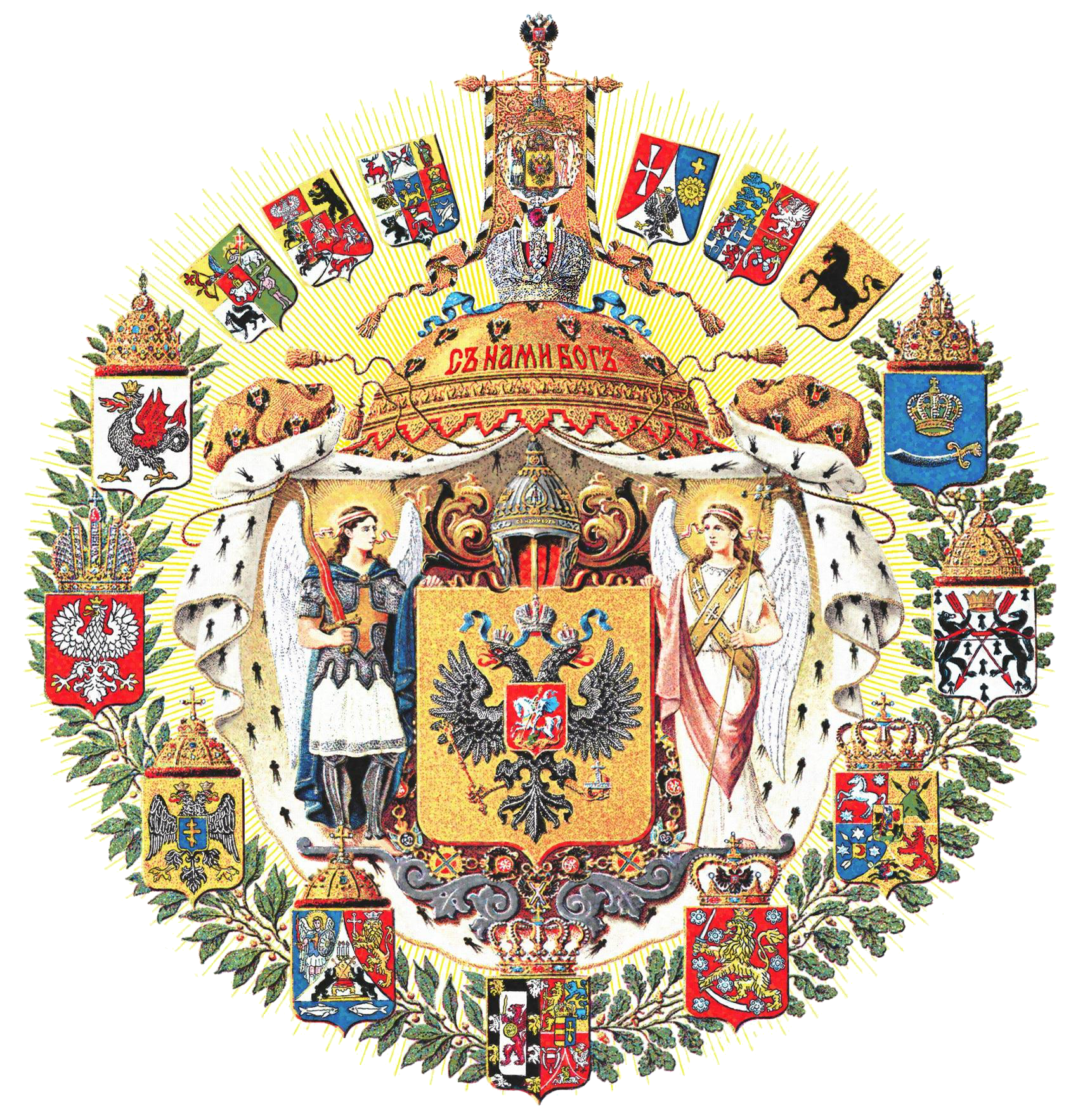
Большой герб Российской империи с финляндским гербом в нижней части
Герб Великого княжества Финляндского на груди российского двуглавого орла
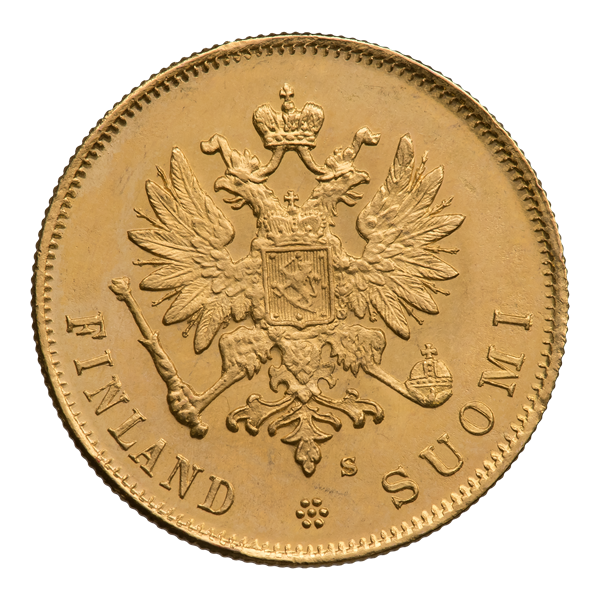
Изображение на монете в 10 марок 1913 года

### В независимой Финляндии
После провозглашения независимости Финляндии в конце 1917 года использовался вариант герба, близкий к старейшему известному изображению на гробнице Густава I. После недолгого регентского режима королевства Финляндии, сменившегося республиканским, в 1920 году с герба была снята корона, венчавшая щит. Но герб Финляндии оставался предметом дискуссий, в особенности в 1920-х — 1930-х годах, когда были разработаны различные новые варианты, так и не утверждённые официальной комиссией. 
Предлагалось, в частности, заменить изображение льва, который никогда не водился в финских лесах, на изображение медведя, занимающего важное место в фольклоре и культуре, к тому же медведь уже был символом Северной Финляндии. Противники этого предложения обращали внимание на то, что медведь исторически считался символом России. В 1936 для урегулирования этого вопроса предлагалось даже принять два герба: малый и большой, при этом изображение льва должно было остаться в обоих гербах, но в большой герб включались два медведя-щитодержателя, стоящих на основании из хвойных ветвей и с девизом «свободная, крепкая, стойкая» (фин. vapaa, vankka, vakaa). Такой вариант давал медведю место в национальной геральдике, не убирая традиционного льва, но этот проект не был утверждён. Не получили развития и предложения о помещении на герб свастики (например, варианты А. Галлен-Каллелы и Рудольфа Рая).
Современный официальный вариант, разработанный Олофом Эрикссоном, утверждён в 1978 году. Он в основном повторяет прежний герб, отличаясь формой щита.

Герб Королевства Финляндии с 1918 года
Герб Финляндской республики с 1920 года
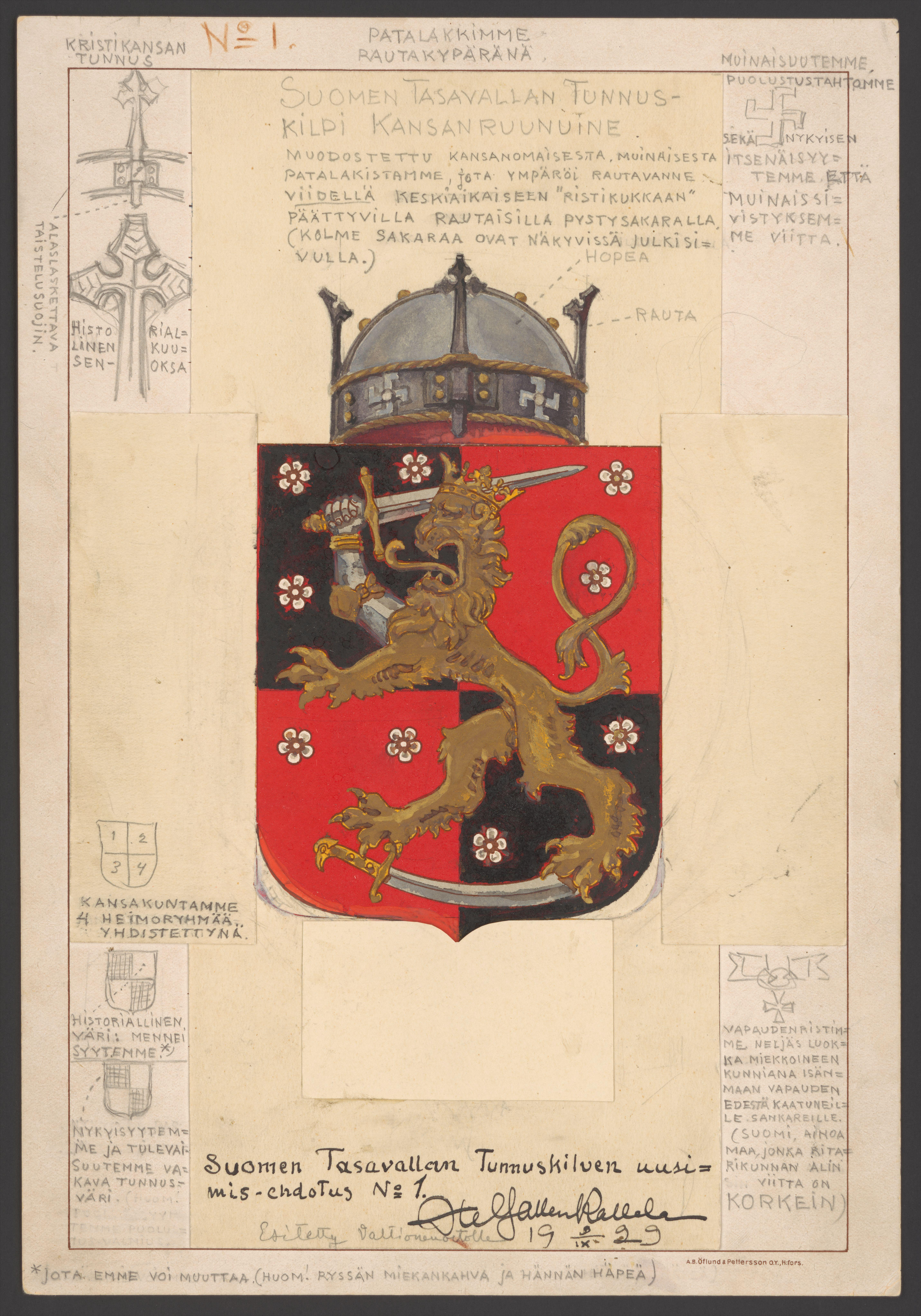
Проект А. Галлен-Каллелы 1929 года
Проект Рудольфа Рая[фин.]
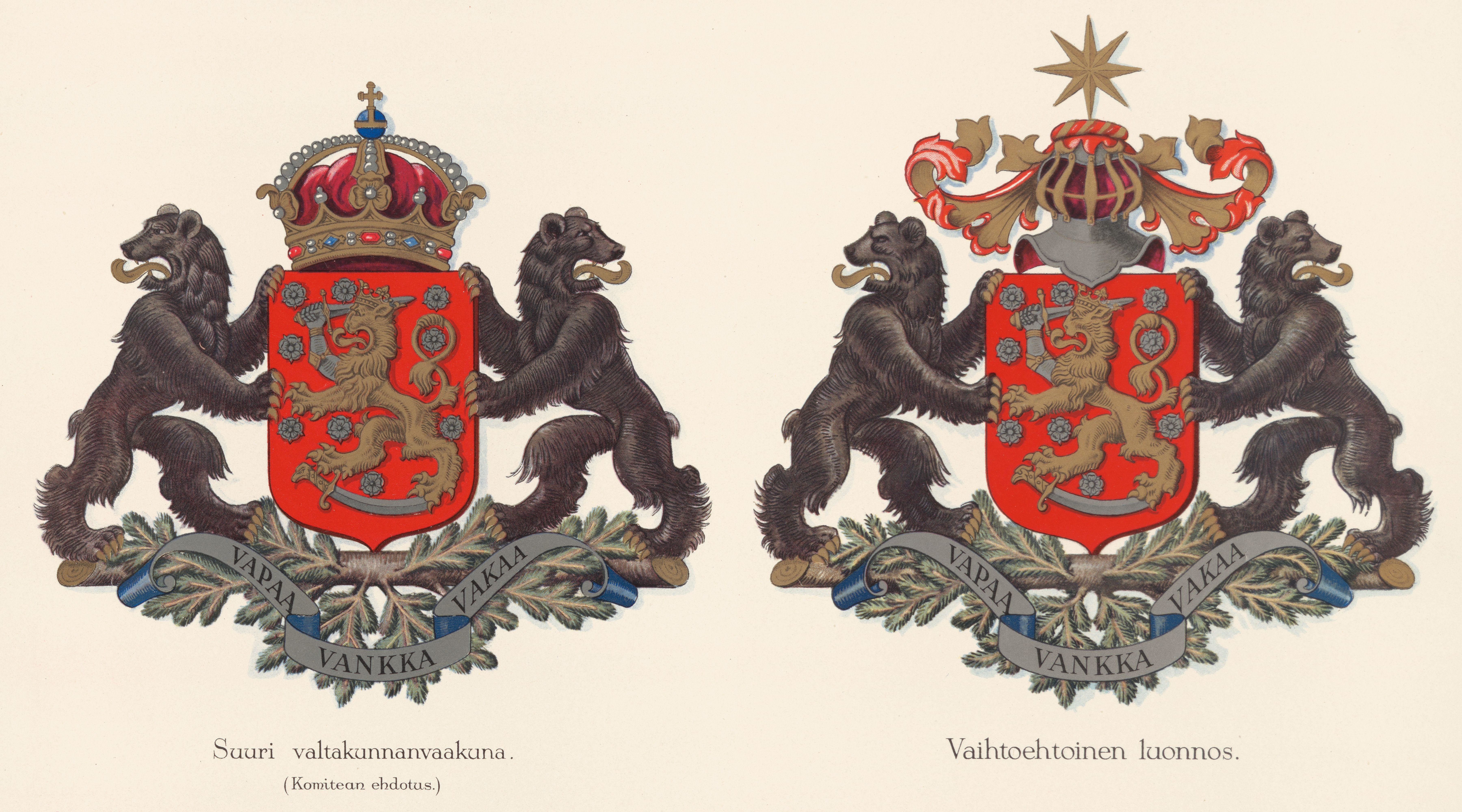
Проекты большого герба Гермунда Пааэра[фин.] 1936 года
Символика, официально утверждённая в 1978 году